# 马切尔·科拉什
马切尔·科拉什（羅馬尼亞語：Marcel Coraș，1959年5月14日—），罗马尼亚男子足球运动员，司职前锋。他曾代表罗马尼亚国家队参加1984年欧洲足球锦标赛，结果队伍止步小组赛阶段。